# Polypogon gryphalis
Polypogon gryphalis là một loài bướm đêm trong họ Noctuidae.